# Čang-chua
Čang-chua (tradiční znaky: 彰化; tongyong pinyin: Jhanghuà; hanyu pinyin: Zhānghuà; tchajwansky: Chiong-hòa; anglicky: Changhua) je město v Čínské republice, leží v západní části ostrova Tchaj-wan. Ve správním systému Čínské republiky je hlavním městem okresu Čang-chua. Podle údajů z února roku 2007 mělo město Čang-chua 235 444 obyvatel.
Město Čang-chua je známé především díky 63 m vysoké sedící soše Buddhy. Chodník vedoucí k soše je lemován sochami postav z čínské mytologie. Další pamětihodností ve městě je nejstarší konfuciánský chrám na Tchaj-wanu z roku 1726 postavený z iniciativy císaře dynastie Čching Jung-čenga.